# Empis borealis
Empis borealis là một loài ruồi, trong họ Empididae. Nó được tìm thấy ở hầu hết châu Âu, ngoại trừ bán đảo Balkan, vùng Baltic và bán đảo Iberia.

## Hình ảnh

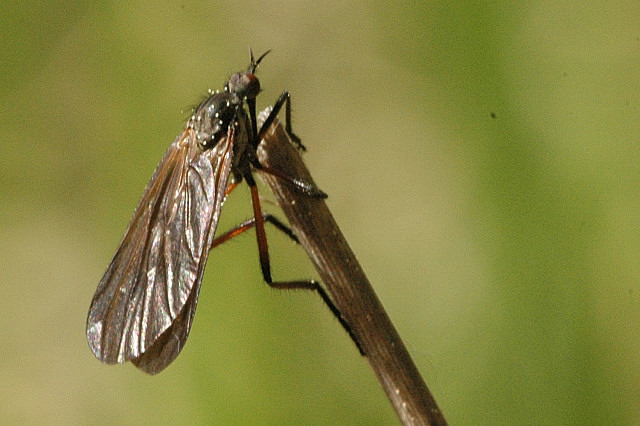
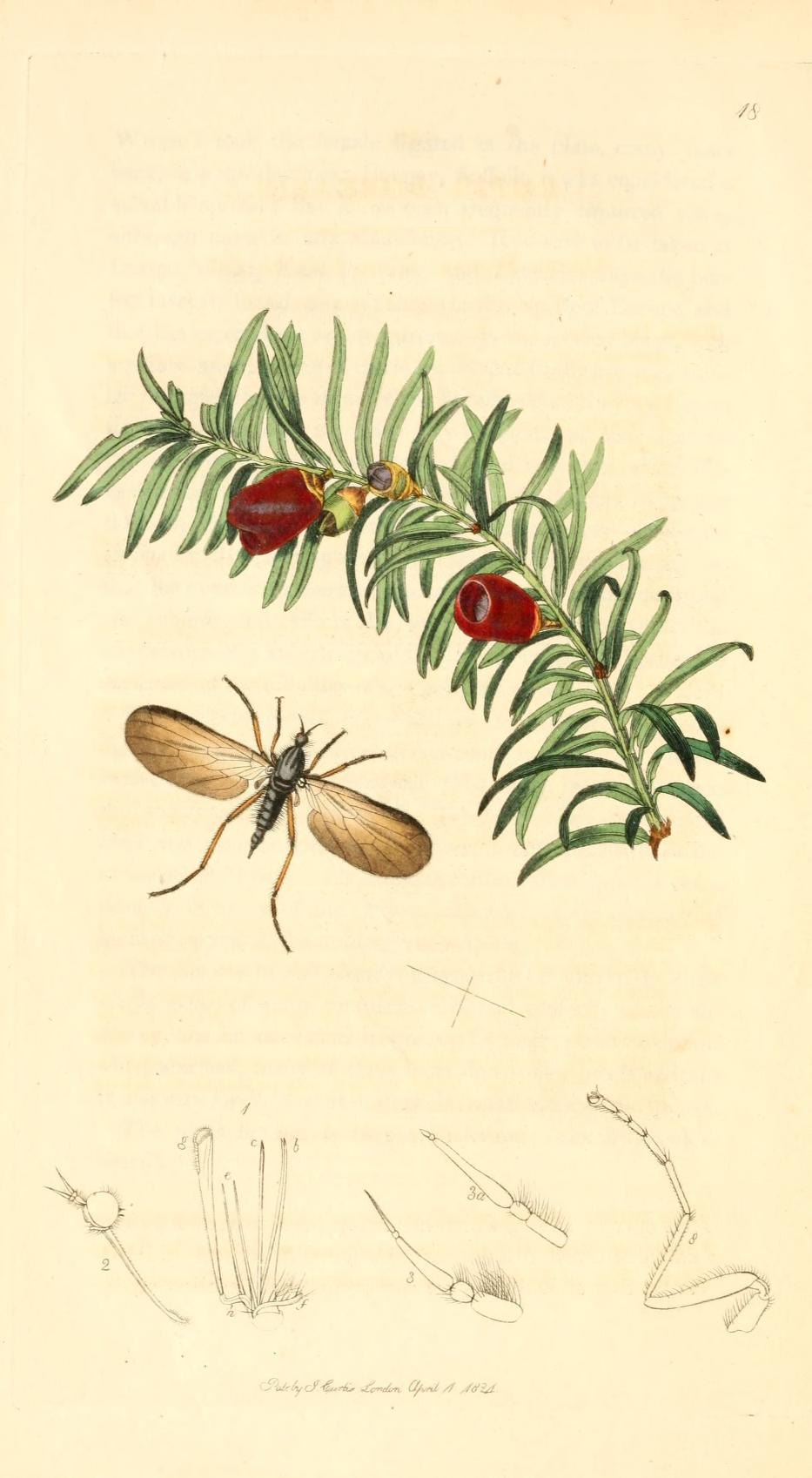
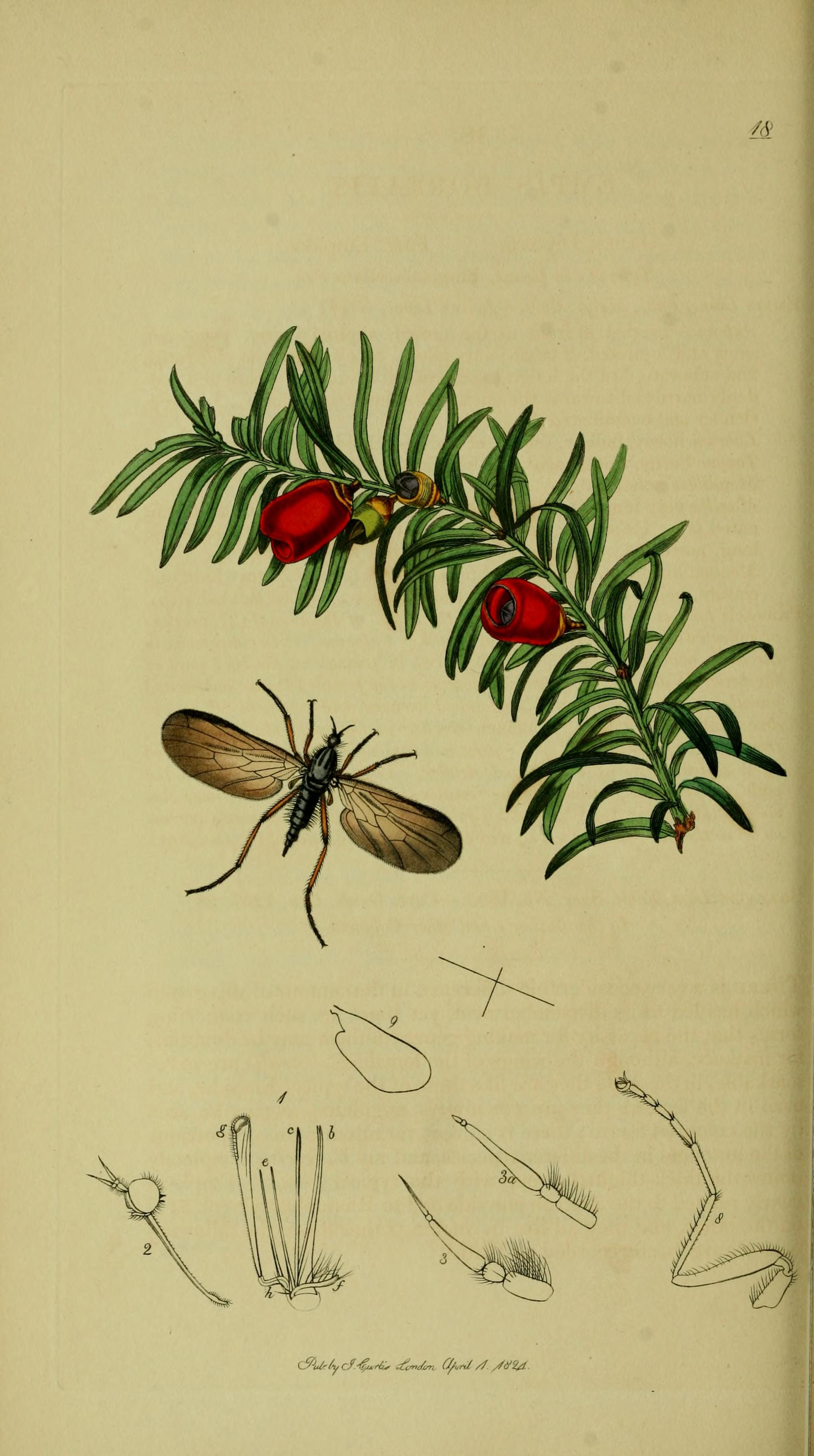
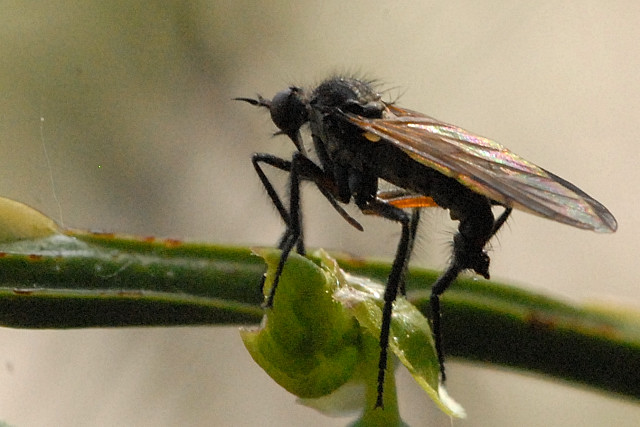